# Iulius Festus (Militärtribun)
Iulius Festus (sein Praenomen ist nicht bekannt) war ein im 2. Jahrhundert n. Chr. lebender Angehöriger des römischen Ritterstandes (Eques).
Durch ein Militärdiplom, das auf den 23. März 178 datiert ist, ist belegt, dass Festus 178 Tribun der Cohors I Flavia Numidarum war, die zu diesem Zeitpunkt in der Provinz Lycia et Pamphylia stationiert war.